# Coprosma gracilicaulis
Coprosma gracilicaulis är en måreväxtart som beskrevs av Carse. Coprosma gracilicaulis ingår i släktet Coprosma och familjen måreväxter. Inga underarter finns listade i Catalogue of Life.